# 吉村朗
吉村朗（よしむら あきら、1959年（昭和34年）6月3日 - 2012年（平成24年）6月2日）は、日本の写真家。

## 生涯
1959年6月3日、福岡県門司市（現・北九州市門司区）にて、吉村弘と保子（旧姓・浅尾）の第一子（長男）として生まれる。本名は吉村晃（1991年頃、朗に改名［通称］）。1978年3月、福岡県立門司高等学校卒業。同年4月、日本大学芸術学部写真学科入学。1982年3月、同卒業。同年4月、東京綜合写真専門学校研究科入学。1984年3月、同卒業。1980年代半ばより、都市のスナップ写真家として脚光を浴び、その後、歴史的事象を追った諸作品を発表して注目を集める。2012年6月2日、北九州市門司区にて逝去。

## 没後
2013年4月、キュレーターの深川雅文、写真家の湊雅博、山崎弘義、編集者で吉村の従弟にあたる大隅直人らによって作品調査が開始され、一年半にわたる編集作業を経て、2014年9月に写真集『Akira Yoshimura Works　吉村朗写真集』が出版された。同年12月、写真集の出版を記念して写真展「闇の光　吉村朗の軌跡」が開催された。
2018年1月、山崎弘義の企画で写真展「吉村朗遺作展 THE ROUTE 釜山・1993」が開催された。
没後10年にあたる2022年6月には、飯沢耕太郎の「写真集千夜一夜　特別編　 吉村朗『Akira Yoshimura Works/ 吉村朗写真集』」（ゲスト：大隅直人）が、megutama TV（YouTube）より配信された。同年10月、母校である東京綜合写真専門学校のGallery Forestにて、深川雅文のキュレーション、鵜澤淑人のディレクションにより、写真展「吉村朗の眼　Eyes of Akira Yoshimura」が開催された。会期中にトークショー（登壇者：大隅直人、深川雅文、楢橋朝子）が行われ、写真集『吉村朗の眼』が出版された。

## 主な展覧会
- 「分水嶺」（銀座ニコンサロン、1995年）
- 「新物語」（「現代写真の母型1999 IV 鈴木理策/吉村朗」川崎市市民ミュージアム、2000年）
- 「u-se-mo-no」（イカズチ、2004年）
- 「闇の光　吉村朗の軌跡」（ギャラリー・ルデコ、2014年）
- 「吉村朗遺作展 THE ROUTE 釜山・1993」（ギャラリー ヨクト、2018年）
- 「吉村朗の眼　Eyes of Akira Yoshimura」（Gallery Forest、2022年）

## 著作物
- 『SPIN』（Mole、1999年）
- 『Akira Yoshimura Works ―吉村朗写真集―』（大隅書店、2014年）[12]
- 『吉村朗の眼』（さいはて社、2022年）[13]